# Clovia peracuta
Clovia peracuta är en insektsart som beskrevs av Jacobi 1921. Clovia peracuta ingår i släktet Clovia och familjen spottstritar. Inga underarter finns listade i Catalogue of Life.